# PLSCR5
PLSCR5‏ (Phospholipid scramblase family member 5) هوَ بروتين يُشَفر بواسطة جين PLSCR5 في الإنسان.